# Leceia

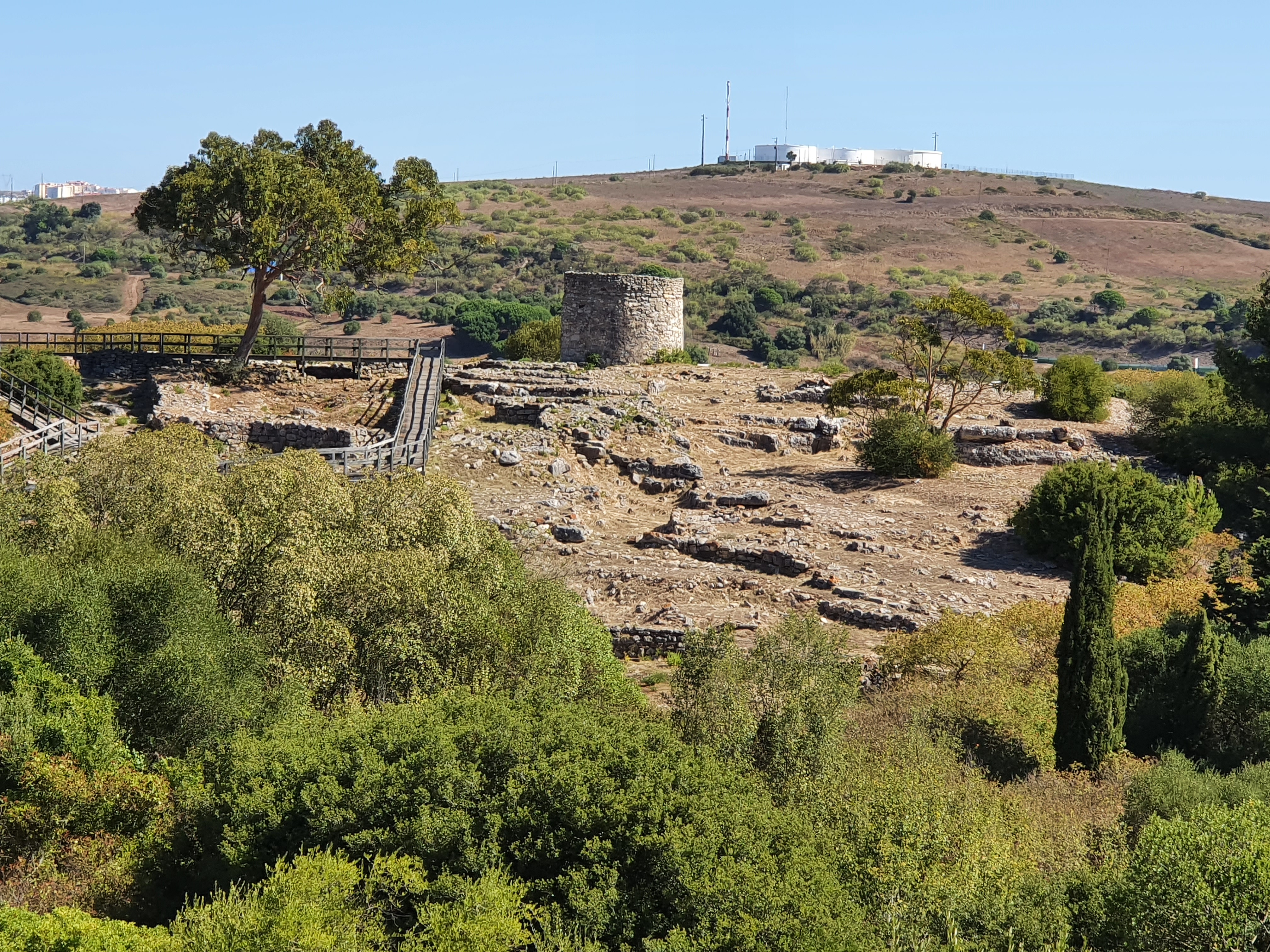
Povoado de Leceia

Die befestigte kupferzeitliche Siedlung Leceia liegt westlich von Lissabon in Portugal. Von Barcarena im Kreis Oeiras führt eine Straße zu der kleinen Ortschaft Leceia. Kurz vor dem Ort liegt die prähistorische Anlage bei einer aufgelassenen Windmühle.

## Lage, Ausgrabungsgeschichte und Ergebnisse
Die Befestigung liegt auf einem Felssporn über dem Tal der Ribeira de Barcarena und wird im Osten durch eine mehr oder weniger steile natürliche Böschung geschützt. Die Siedlung wurde erstmals 1878 von C. Ribeiro beschrieben. 1983 begannen systematische Ausgrabungen, die bis 1999 eine Fläche von mehr als 5000 m² freilegten, nach Voruntersuchungen etwa die Hälfte des besiedelten Areals. Die Ausgrabungen konnten verschiedene Besiedlungs- und Bauphasen belegen, die zudem durch eine Serie von 36 14C-Daten gestützt werden.
Die Ergebnisse der Ausgrabungen werden folgendermaßen interpretiert:

### 1. Phase
Die 1. Phase liegt in der 2. Hälfte des 4. Jahrtausends v. Chr. Der Platz wird erstbesiedelt. Die Funde werden als endneolithisch klassifiziert.

### 2. Phase
In der 2. Phase werden über Schichten der 1. Phase oder auf dem gewachsenen Fels drei Mauerringe mit massiven Türmen oder halbrunden Bastionen errichtet, die vor die Mauern gesetzt werden. Die Phase wird durch Um- und Neubauten in drei Unterphasen unterteilt. Aus dieser Zeit stammen auch Rundhäuser, teilweise mit gepflasterten Steinböden. Die Funde der Epoche werden in die ältere Kupferzeit datiert. Nach den 14C-Daten gehören sie in die 1. Hälfte des 3. Jahrtausends bis in die 1. Hälfte des 2. Jahrtausends v. Chr.

### 3. Phase
In der 3. Phase scheinen die Mauern an Bedeutung zu verlieren. Häuser mit dünneren Wänden werden gebaut, die teilweise ältere Anlagen als Mauern nutzen, andere Befestigungsteile sind zerstört. Die Keramikfunde dieser Epoche werden als entwickelte Kupferzeit klassifiziert. Aus dieser Zeit werden in Leceia auch metallurgische Aktivitäten erwähnt. Am Ende der Phase finden sich vereinzelte Glockenbecherscherben.

### Gesamtbefund
Da die Schicht der 1. Phase nicht überall erhalten ist, schließt Cardoso auf Erosionsprozesse, die nach der 1. Phase eingesetzten, was für einen zwischenzeitlichen Siedlungshiatus spräche. Ein ähnliches Phänomen soll auch den Abschluss der 2. Phase verdeutlichen. Das würde bedeuten, dass Leceia dreimal neu besiedelt worden wäre, nachdem der Platz jeweils für unbestimmte Zeit verlassen wurde.

## Erschließung
Die Câmara Municipal von Oeiras, zu deren Concelho Leceia gehört, hat den Fundort zu einem Freilichtmuseum ausgebaut.